# Hi Diddle Diddle
Pour plus de détails, voir Fiche technique et Distribution.
Hi Diddle Diddle est un film américain en noir et blanc réalisé en 1943 par Andrew L. Stone.
Le titre est un jeu de mots sur la comptine Hey Diddle Diddle et l'utilisation du mot anglais diddle (filouterie ou abus de confiance).

## Synopsis
Quand la mère d'une jeune mariée est escroquée de son argent par un prétendant rejeté, le père du marié orchestre un plan pour remettre de l'ordre. Un chanteur de cabaret l'aide, en apaisant une femme jalouse.

## Fiche technique
- Titre : Hi Diddle Diddle
- Réalisateur : Andrew L. Stone
- Scénariste : Edmund L. Hartmann, Frederick J. Jackson et Andrew L. Stone
- Société(s) de production : Andrew L. Stone Productions
- Société de distribution : United Artists
- Musique : Phil Boutelje
- Directeur de la photographie : Charles Edgar Schoenbaum
- Montage : Harvey Manger
- Direction artistique : Frank Paul Sylos
- Décorateur de plateau : Earl Wooden
- Création des costumes : Adrian
- Format :  Noir et blanc - 1,37:1 - 35 mm - son : mono (Western Electric Mirrophonic Recording)
- Pays de production : États-Unis
- Genre : Comédie
- Durée : 72 min
- Date de sortie : 
  - États-Unis : 2 août 1943

## Distribution
- Adolphe Menjou : Col. Hector Phyffe
- Martha Scott : Janie Prescott Phyffe
- Pola Negri : Genya Smetana
- Dennis O'Keefe : Sonny Phyffe
- Billie Burke : Liza Prescott
- Walter Kingsford : le sénateur Jummy Simpson
- Barton Hepburn : Peter Warrington III
- Georges Metaxa : Tony Spinelli
- Eddie Marr : Michael Angelo, le croupier
- Paul Porcasi : l'imprésario
- Bert Roach : Husband, Taxi Cab Bit
- Chick Chandler : Saunders, le chauffeur d'Hector
- Lorraine Miller : l'amie du directeur
- Marek Windheim : Pianiste
- Richard Hageman : Boughton
- Ellen Lowe : Flory, la serveuse
- Barry Macollum : Angus, le caissier du club
- Joe Devlin : Dan Hannigan, le barman
- Hal K. Dawson (en) : Dr. Agnew, le ministre
- Andrew Tombes : Mike, le portier
- Byron Foulger : Watson, l'employé de la société de courtage
- Ann Hunter : Sandra
- June Havoc : Leslie Quayle